# Château du Thoult
Le château du Thoult est situé dans le village de Le Thoult-Trosnay, dans le département de la Marne, en France.

## Histoire
L'édifice date du XVIIe siècle.
Le château était un lieu de passage pour Blanche de Navarre et de villégiature lors de sa jeunesse de Thibault de Champagne.
Le château fait l’objet d’une inscription partielle au titre des monuments historiques par arrêté du 26 août 1988. 

## Description
Le château est actuellement découpé en deux propriétés: la partie ancienne avec la tour et la partie ferme, devenue une grande propriété en U avec clocheton.

## Notes et références

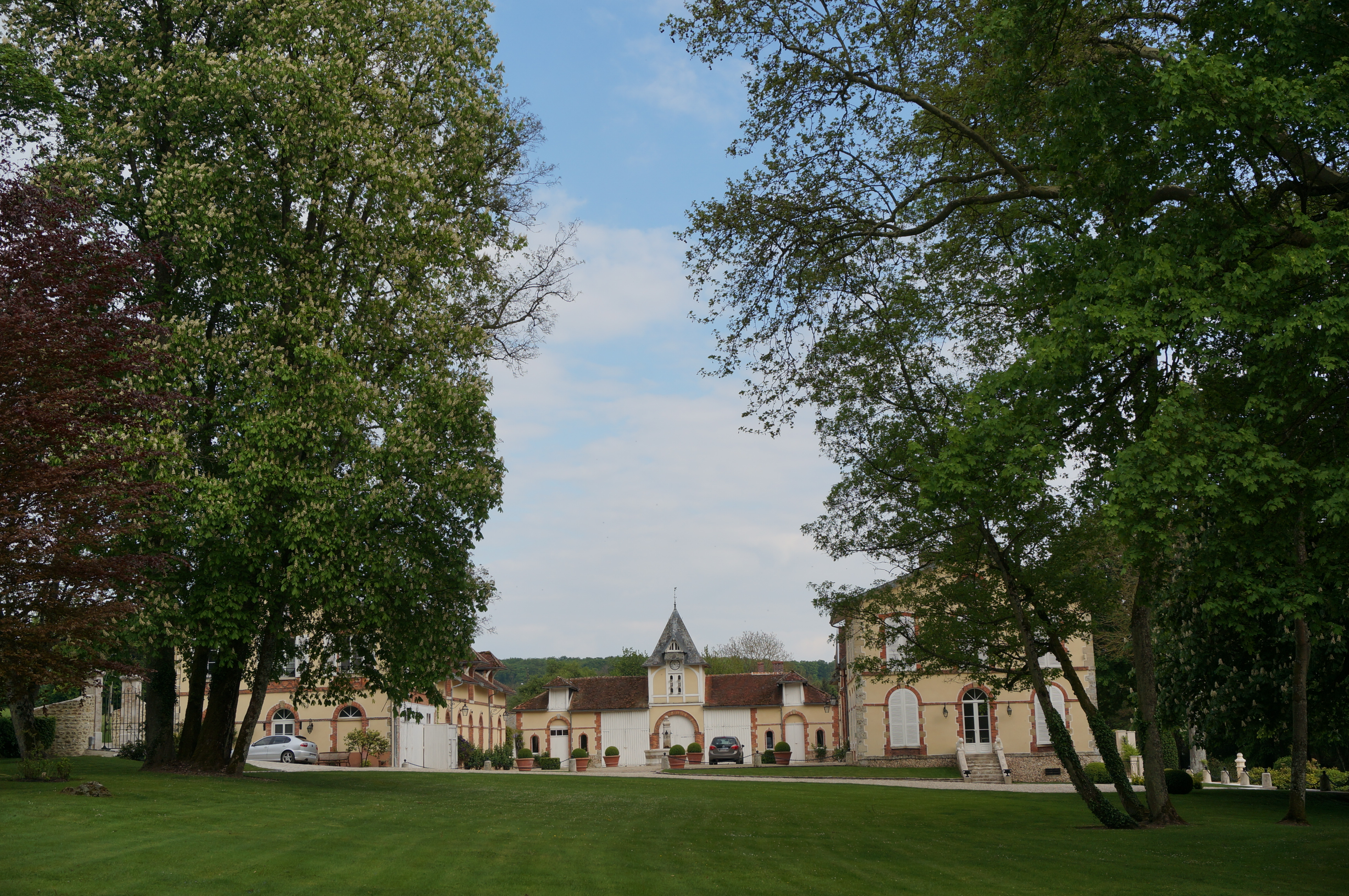
Ancienne ferme.